# 岡山仙治
岡山 仙治（おかやま ひさのぶ、1998年2月5日 - ）は、日本の元ラグビー選手。

## プロフィール
- 大阪府出身[1]。
- 現役時代のポジションはフランカー(FL)。
- 身長 168cm、体重 90kg
- 関西学生代表に選ばれたことがある[2]。
- ジュニア・ジャパンに選ばれたことがある[3]。
- U20日本代表に選ばれたことがある。

## 略歴
6歳からラグビーを始めた。
2016年、石見智翠館高校卒業後、天理大学に入学。
2019年、天理大学ラグビー部の主将に就任した。
2020年、天理大学卒業後、クボタスピアーズ(現・クボタスピアーズ船橋・東京ベイ)に加入。
2022-23シーズンの終盤、脳震盪のため休養。2023-24シーズンに復帰。
2024年5月、クボタスピアーズ船橋・東京ベイを退団。